# Luigui Bleand
Luis Alfredo Silverio Esmanier (Haití, 24 de febrero de  1991), conocido como Luigui Bleand, es un cantante de música popular y multiintrumentista que se ha destacado como productor musical, músico y cantautor dominico-haitiano en el extranjero.

## Primeros años
Vivió durante su niñez y adolescencia en un orfanato, debido a la falta de recursos económicos de sus padres. Tiempo después vivió en las calles, mientras se dedicaba a lustrar zapatos.
Sin embargo, pese a su desdichada niñez, ha expresado en algunas entrevistas cómo a muy temprana edad aprendió a tocar múltiples instrumentos musicales de forma empírica, y cómo este después perfeccionó su talento en las calles sin la necesidad de ir a una escuela de música.
Entre los instrumentos que domina están la maraca, la tambora, el yembé, el bongó, la conga, el piano, la guitarra y la armónica.

## Carrera musical

### Inicios (2006)
La carrera musical de Luigui dio inicio luego de haber salido del orfanato y reintegrarse socialmente en 2006. Trabajó en un periódico de la República Dominicana, consiguió la cuota necesaria para realizar un estudio de grabación amateur. «Un día sin ti» fue su primera canción grabada junto a Juan Tavarez. Años después renunció a su trabajo y en el 2013 firmó un contrato con el sello discográfico The Orchard, empezó a trabajar artistas.

### Bleand Style (2014)
Para el 2014, se afilió a Bairon Nieves Polanco y juntos crearon el sello estadounidense Bleand Style Productions LLC en la ciudad de Nueva York. Operada por Luigui Bleand y Newton Smith, ambos trabajaron en la producción musical, promoción y asesoría artística para disqueras multinacionales como EMI y distribuidoras independientes tales como The Orchard, con la que mantienen acuerdos todavía.
En esta disquera consiguió firmar y producir musicalmente para artistas dominicanos, entre ellos: Los Teke Teke, El Nene la Amenaza, Musicólogo The Libro, Ramón Torres, entre otros. Sin embargo, al cabo de unos años de funcionamiento, la asociación se disolvió por desacuerdos económicos. Años más tarde, la empresa se reincorporó nuevamente, pero esta vez en Miami, Florida, bajo la firma de Luis Silverio, a quien cedieron todos los derechos.
Aspirando conseguir finalmente la autonomía que perseguía, creó Luigui Bleand CO, Inc, para dedicarse a la producción, compra, venta, distribución de catálogo y música, en el mismo año creó también la discográfica, Bleand Style Recordings.

### Desarrollo corporativo (2014-actualidad)
Ganó popularidad como productor musical trabajando para la discográfica The Orchard, y consiguió firmar un contrato de cinco años para producir y comercializar su música. Desde aquel entonces, más artistas dominicanos comenzaron a confiar en su obra. Más tarde, The Orchard le realizó otra propuesta en la que le que le aseguró un contrato de 15 años para distribuir sus grabaciones, entre estas, estuvo el sencillo «Gomelo», que se ubicó en posición #50 en la lista independiente de radio estaciones en Estados Unidos registrados en Record World National. «Amante» salió al mercado luego del éxito de «Corazón de acero», una pieza en colaboración con la cantante colombiana Pedrina. Igual aceptación logró en las plataformas, discotecas y la radio con «Filling», en colaboración con Goldy Boy.
En este periodo, trabajó proyectos musicales para solistas y agrupaciones que han formado parte de su catálogo musical, tales como Marilyn Oquendo, Químico Ultramega, El Fother, N-Fasis, Bonny Cepeda, Aposento Alto, Los Teke Teke, entre otros.
En 2023, bajo el sello Harley Boys Entertaintment y Warner Music, Luigui lanzó una serie de sencillos con vídeos musicales, entre ellos, «Lo Prieto» con Musicólogo The Libro, «Mueve eso» con La Perversa, «Zumba» junto a Yomel El Meloso y Tivi Gunz, todos estos, pertenecientes a su EP, Asesino sin guante.
En 2024, Bleand Style Pictures, división audiovisual de su sello, anunció que se encontraba en la producción de un retrato documental del rapero cristiano Natán el Profeta titulado «LEYENDA», para ser lanzado en las principales plataformas digitales.

### Il Capo
Reconocido por su versatilidad y creatividad en la industria musical, también ha incursionado en el uso de tecnologías innovadoras, destacándose como el creador de IL CAPO, un avatar desarrollado con inteligencia artificial. Este proyecto combina música y tecnología, posicionándolo como pionero en la integración de IA en la música urbana.

## Sellos discográficos
Luigui es fundador y actual director ejecutivo de dos sellos discográficos: Bleand Style Recordings, Inc que maneja los catálogos de artistas dominicanos como Romy Ram, Henry G, el grupo Aposento Alto y los proyectos solistas de sus integrantes Natan el Profeta y El Philippe, y su música propia, mientras que, Harley Boys Entertainment se encarga del  repertorio musical de los artistas Amenazzy, Crazy Design, El Completo RD, Los Teke Teke, Tatico Henríquez, entre otros.
Actualmente, Bleand Style es un sello independiente, mientras que Harley Boys está bajo contrato con la multinacional Warner Music Latina.

## Discografía

### Álbumes
- 2010: Hits! Recopilation (mixtape)
- 2020: Génesis
- 2020: Análogo Season I
- 2023: Asesino sin guante

### Sencillos
- 2017: «Te Freno» - HTV Hot Ranking[27]
- 2018: «La Maquinita» - Nfasis, Luigui Bleand[28]
- 2018: «Mi Loca» - Químico Ultramega, Luigui Bleand, Gustavo Elis, Baby Blue
- 2019: «Bésame La Boca» - Químico Ultramega, Luigui Bleand, Gustavo Elis
- 2020: «Corazón de Acero» - Pedrina, Luigui Bleand
- 2022: «Gomelo» [29]
- 2023: «Mueve con eso» (con La Perversa) [30]
- 2023: «Zumba» (con Tivi Gunz y Yomel El Meloso) [31]